# Альбрехт Карл Іванович
Карл Іванович Альбрехт, справжнє ім'я — Карл Маттейс Лев (нім. Karl Matthäus Löw 10 грудня 1897 — 22 серпня 1969 , Тюбінген) — лісівник, радянський високопоставлений функціонер, який став нацистським письменником. Колишній німецький комуніст, пізніше вступив в НСДАП і СС.

## Біографія

### Ранні роки
Народився в Швабії у сім'ї офіцера Вюртемберзької армії. Батько рано помер, і мати одна виховувала трьох синів. З 8 років Карл, допомагаючи родині, працював рознощиком газет. Відразу після закінчення школи, у 17 років вирушив на фронт Першої світової війни.

### Перша світова війна
Спочатку Альбрехт опинився на Східному фронті, в районі річки Бзура, де вже через 6 днів після прибуття, 14 січня 1915 року, отримав контузію під час артобстрілу і на 2 місяці потрапив в госпіталь. 21 січня 1915 був підвищений в унтер-офіцери. Навесні через отриману контузії переніс операцію на горлі.
Після одужання був переведений на Західний фронт, де з квітня 1915 по жовтень 1916 року служив спочатку на лінії Аргон — Іпр, а потім в районі Бомон — Кренкур — Курсель. 4 жовтня 1916 року одержав легке вогнепальне поранення голови і верхньої частини лівої руки. Після лікування повернувся на фронт, в листопаді 1916 — травні 1917 років продовжував службу на Соммі, лінії Зігфріда, під Аррасом і у Фландрії. Учасник битви біля Аррасу і битви на Соммі. 21 січня 1917 був поранений осколком снаряда в праву ногу (стегно і колінний суглоб), 29 травня 1917 року був важко поранений у праве стегно і праве плече кулеметною чергою і надовго вибув з ладу, деякий час був в армійському резерві  . 22 червня 1917 отримав звання віце-фельдфебеля.
У квітні-травні 1918 року брав участь у наступі біля Новіля, 11 травня того ж року був вдруге важко поранений (роздроблення правого передпліччя) і демобілізований  .

### Від комунізму до націонал-соціалізму
З грудня 1918 року служив заступником командира військ правопорядку (Ordnungstruppen) Вюртемберга, був головою батальйонного солдатського комітету; вступив в Союз Спартака, який пізніше став основою компартії Німеччини. В ході повстання спартакістів врятував життя Віллі Мюнценберга, з яким згодом підтримував тісний зв'язок. Не закінчивши навчання на спеціаліста по лісовому господарству, Альбрехт з січня 1921 року служив в управлінні лісового господарства на півночі Баден-Вюртемберга[./Альбрехт_Карл_Іванович#cite_note-FOOTNOTEAlbrecht1939-4 [4]]. У 1923 році отримав два з половиною роки в'язниці за розбещення неповнолітніх за п'ятьма епізодами. У грудні 1923 року як інваліду війни йому було надано чотиримісячну відпустку за станом здоров'я.
У березні 1924 року за фальшивим паспортом на прізвище Шмідт сів на радянський пароплав в Гамбурзі і зійшов в Мурманську. У квітні приїхав в Ленінград, де отримав посвідку на проживання на ім'я Карла Івановича Альбрехта. Близько року навчався в Ленінградському сільськогосподарському інституті. Наприкінці 1924 року познайомився з Кларою Цеткін, яка надавала йому заступництво аж до від'їзду з СРСР. Став членом ВКП (б). Працював в Паші-Капецькому лісництві (нині Тихвинський район), на Карельській центральній дослідній лісовій станції. З грудня 1928 року працював у РСІ спочатку старшим інспектором, потім завідувачем лісовим відділом (на цій посаді не менше двох разів відвідував засідання Політбюро). За словами Альбрехта, йому пропонували посаду заступника наркома в наркоматі лісової промисловості, утвореному в 1932 році, за умови отримання радянського громадянства, але він відмовився.
У березні 1932 року, будучи у відрядженні в Владивостоці, відвідав там німецьке консульство і попросив видати німецький паспорт. Телеграма з консульства із запитом про Альбрехта був перехоплена ОГПУ, і в травні 1932 року він був заарештований за статтею 58 (контрреволюційна діяльність і шпигунство). Однак у січні 1933 року справа була припинена, зате пред'явлені звинувачення за статтею 152 (розбещення неповнолітніх). У листопаді 1933 року Альбрехт визнав свою провину, був помилуваний і в грудні вийшов на свободу. У березні 1934 року отримав німецький паспорт, радянську виїзну візу і виїхав до Німеччини, де був заарештований і поміщений в гестапівську в'язницю «Колумбія» досиджувати невідбутий термін. У червні 1934 року був звільнений і, не знайшовши в Німеччині роботи за фахом, У 1935 році переїхав до Туреччини, де також не отримав обіцяної роботи і був змушений перебиватися випадковими заробітками. У грудні того ж року навіть звертався в МЗС Німеччини з проханням дозволити йому повернутися в СРСР.
Восени 1937 року повернувся до Німеччини, де в 1938 році при заступництві Геббельса випустив книгу «Зраджений соціалізм». Книга користувалася популярністю, оскільки її автором був колишній високопоставлений радянський функціонер. Після укладення радянсько-німецького пакту 1939 року поширення книги було призупинено до вересня 1941 року, після чого вона була випущена масовим тиражем (в сукупності 945 000 примірників ) і активно поширювалася на окупованих територіях. До 1944 року кількість надрукованих примірників досягла 2 мільйонів. Періодичні видання на окупованій території СРСР в роки радянсько-німецької війни на своїх сторінках публікували і інші книги Альбрехта, наприклад, «Таємниці Кремля».
Альбрехт став відданим прихильником нацистського режиму. На гонорар від книги він придбав собі віллу і відкрив власну справу — фірму з оптової торгівлі овочами та книжковий магазин. З початку війни з СРСР очолював так звану «чорну» радіостанцію Міністерства пропаганди, яка вела передачі на Радянський Союз від імені фіктивної підпільної групи «старих ленінців». З літа 1942 року працював в «Організації Тодта» (звільнений в квітні 1943). У 1944 році йому присвоєно звання гауптштурмфюрера (а в 1945 і штурмбанфюрера) Ваффен-СС. З цього ж часу Альбрехт співпрацював з обергруппенфюрером Готтлобом Бергером, тісні відносини з яким зберіг і після війни (обидва свідчили на користь один одного на післявоєнних процесах).
Після війни провів більше двох років в американському полоні, в листопаді 1947 року пройшов денацифікацію. До 1956 року був активістом антикомуністичної пропаганди. Останні роки життя провів в Тюбінгені.

## Нагороди
- Залізний хрест 2-го класу (5 жовтня 1916)
- Вюртемберзька медаль за хоробрість (6 червня 1917)
- Залізний хрест 1-го класу (17 травня 1918)
- Вюртемберзька медаль за заслуги «За вірну службу»

Також був нагороджений за особливі відмінності Золотою премією і портретом кайзера Вільгельма.

### Твори
- Der verratene Sozialismus. Zehn Jahre als hoher Staatsbeamter in der Sowjetunion. Nibelungen-Verlag, Berlin und Leipzig 1938
- Sie aber werden die Welt zerstören. Verlag Herbert Neuner, München 1954
- Альбрехт К. И. Рационализация и механизация лесозаготовок. — Москва ; Ленинград: Новая деревня, 1929. — 326 с.
- Альбрехт К. И. Реконструкция и рационализация лесного хозяйства: (По материалам НК РКИ СССР по обследованию лесного хоз-ва СССР в 1928-29 г.) / Под общ. ред. М. М. Кагановича. — Москва ; Ленинград: Гос. с.-х. изд-во, 1930. — 664 с.
- Альбрехт К. И. Власть Сталина. — [Берлин]: [б. и.], [1941]. — 87 с.
- Супутники Сталіна. З книги Карла Альбрехта «Влада Сталіна» // «Дніпропетровська газета», № 6 (321), 16 січня 1943.